# Wikieup (Arizona)
Wikieup es un lugar designado por el censo ubicado en el condado de Mohave en el estado estadounidense de Arizona. En el Censo de 2010 tenía una población de 133 habitantes y una densidad poblacional de 11,57 personas por km².

## Geografía
Wikieup se encuentra ubicado en las coordenadas 34°41′35″N 113°35′58″O / 34.69306, -113.59944. Según la Oficina del Censo de los Estados Unidos, Wikieup tiene una superficie total de 11.49 km², de la cual 11.49 km² corresponden a tierra firme y (0%) 0 km² es agua.

## Demografía
Según el censo de 2010, había 133 personas residiendo en Wikieup. La densidad de población era de 11,57 hab./km². De los 133 habitantes, Wikieup estaba compuesto por el 90.23% blancos, el 0.75% eran afroamericanos, el 0% eran amerindios, el 0% eran asiáticos, el 0% eran isleños del Pacífico, el 6.02% eran de otras razas y el 3.01% pertenecían a dos o más razas. Del total de la población el 12.03% eran hispanos o latinos de cualquier raza.